# 86 Semele
För andra betydelser, se Semele (olika betydelser).
86 Semele eller 1978 BB är en stor asteroid upptäckt 4 januari 1866 av den tyske astronomen Friedrich Tietjen i Berlin. Asteroiden har fått sitt namn efter Semele inom grekisk mytologi.
Asteroiden är mycket mörk och består troligtvis av karbonater.